# إيكسان
جماعة إكسان (بالأمازيغية الريفية: ⵉⴽⵙⴰⵏ) جماعة قروية تابعة لفخذ آيت بويفرور أحد أفخاذ قبيلة قلعية الريفية الأمازيغية بإقليم الناظور. تحد شمالا بجماعة بني بويفرور وغربا بجماعة بني سيدال لوطا وشرقا بجماعة سلوان وكل هذه الجماعات الثلاثة تابعة مثلها لنفس القبيلة، أما من الجنوب فتحد بالجماعة الحضرية العروي وجماعة بني وكيل اولاد امحند وكلاهما تابعتين لقبيلة آيت بويحيي. يبلغ عدد سكان الجماعة حوالي 9001 نسمة حسب إحصاء سنة 2004.

## التقسيم الإداري
من بين القرى والدواوير المكونة لجماعة إكسان نجد:

إباروديين، إهبوشاثن، إهذومن